# Anneliese Michel
Anneliese Michel, pseudonimo di Anna Elisabeth Michel (Leiblfing, 21 settembre 1952 – Klingenberg am Main, 1º luglio 1976), è stata una scrittrice tedesca di educazione alla religione cattolica che soffrì di epilessia e depressione, morta per estrema malnutrizione dopo essere stata sottoposta, dalla sua famiglia e da due ecclesiastici, ad un totale di 67 esorcismi nei dieci mesi precedenti la sua morte.

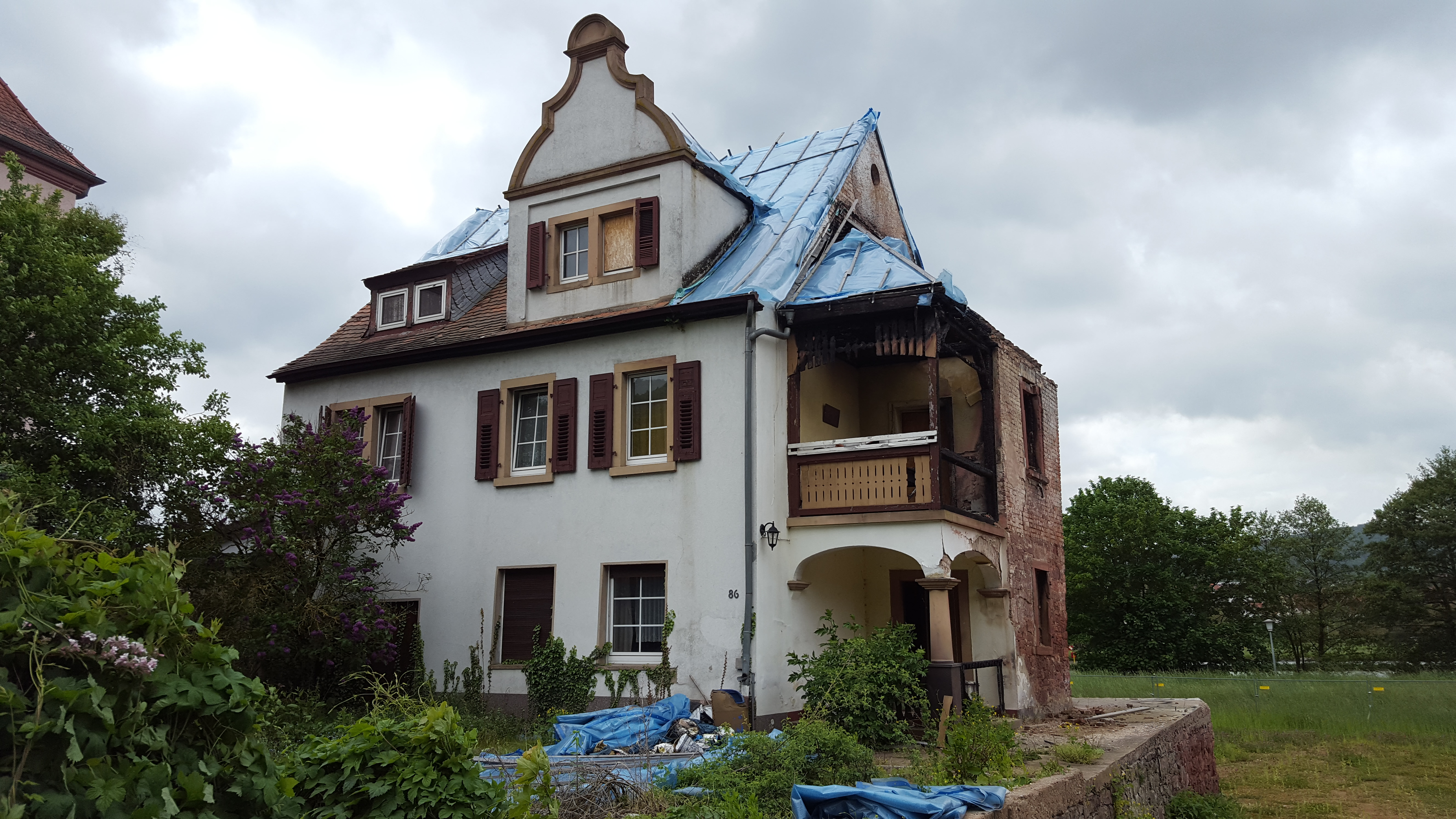
Casa dei genitori di Anneliese Michel

Il caso giudiziario, che riguardava la responsabilità penale delle persone coinvolte, suscitò grande attenzione mediatica, ben oltre i confini della Germania. L'avvenimento, che divenne noto alla stampa tedesca come l'esorcismo di Klingenberg, portò alla condanna dei preti e dei genitori della ragazza per omicidio colposo, oltre che ad importanti cambiamenti nella pratica dell'esorcismo all'interno della Chiesa Cattolica in Germania.
La storia di Anneliese è stato il soggetto di diversi documentari e lungometraggi, tra cui il pluripremiato film Requiem di Hans-Christian Schmid del 2006 e The Exorcism of Emily Rose del 2005.

## La famiglia
Anneliese Michel nacque in una famiglia fortemente cattolica nella città vinicola di Klingenberg am Main, una località anch'essa profondamente religiosa, nella Bassa Franconia.
Il padre di Anneliese, Josef Michel, proveniva da una vecchia famiglia borghese e artigiana di Klingenberg. Stando al desiderio di sua madre, una donna profondamente religiosa le cui tre sorelle erano suore, sarebbe dovuto diventare prete; in realtà, dopo un apprendistato di tre anni come falegname nell'attività dei suoi genitori, fu arruolato prima nel Reichsarbeitsdienst, poi nella Wehrmacht e fu infine inviato sui fronti occidentale e orientale durante la Seconda guerra mondiale. Tornato dalla prigionia statunitense nell'estate del 1945, frequentò la scuola di edilizia a Monaco e superò l'esame di maestro artigiano nel 1948, al fine di prendere le redini dell'azienda di famiglia. Le convinzioni religiose del padre furono influenzate dalle apparizioni di Fatima, dal medium bavarese Alois Irlmaier, dalla mistica Barbara Weigand e da concezioni tipiche delle correnti tradizionaliste cattoliche.
La madre di Anneliese, Anna Michel, era impiegata nell'ufficio di suo padre a Leiblfing quando incontrò Josef Michel. Il fidanzamento fu organizzato tramite la diocesi di Würzburg dalla nonna paterna di Anneliese e i due giovani si sposarono nel 1950. La madre di Anneliese portò nella relazione coniugale una figlia illegittima nata nel 1948. Ciò alimentò diverse voci nel vicinato, secondo cui il matrimonio sarebbe stato concluso in cambio di un pagamento a favore della famiglia Michel. Sembra anche che circolasse la voce che la bambina fosse in realtà figlia di un ecclesiastico cattolico. La bambina morì per via di un tumore ai reni nel 1956, ma in quanto figlia illegittima non fu sepolta nella tomba di famiglia, bensì presso il muro del cimitero, in una tomba separata.

## Infanzia, giovinezza e malattia mentale
Anneliese ebbe tre sorelle minori, nate nel 1954, 1956 e 1957.
Fin da bambina soffrì di salute precaria e mostrò poca resistenza alle malattie. Dal 1959 frequentò la scuola elementare a Klingenberg, per poi trasferirsi al ginnasio Karl-Theodor-von-Dalberg di Aschaffenburg per la scuola secondaria. In quel periodo fu membro di un club sportivo e ricevette lezioni di pianoforte e fisarmonica. Già allora era fortemente influenzata dalla religione, andava a messa più volte la settimana, pregava regolarmente il rosario e occasionalmente dormiva sul pavimento, per espiare le colpe degli altri. Era descritta da coloro che la circondavano come amichevole e socievole, ma anche seria e introversa. Esibiva anche una persistente pietà religiosa e teneva discorsi religiosi come opera di evangelizzazione.
Nel settembre 1968, Anneliese fu colpita dal suo primo attacco epilettico. Un successivo attacco seguì nell'agosto 1969 e fu l'occasione per un esame neurologico. Dopo un elettroencefalogramma (EEG) le fu diagnosticato un disturbo epilettico cerebrale. Poco tempo dopo contrasse la polmonite e la tubercolosi.
Durante il suo soggiorno di sei mesi, da marzo ad agosto 1970, in un sanatorio nella regione tedesca dell'Allgovia, furono documentate diverse crisi epilettiche. Fu lì che, stando a quanto riportato da un'autrice, ebbe per la prima volta apparizioni di volti demoniaci e allucinazioni uditive. Tuttavia, nella corrispondenza di Anneliese che risale a questo periodo, non v'è traccia alcuna di queste esperienze. Inoltre sembra commentare gli attacchi epilettici in maniera molto obiettiva e senza alludere ad alcunché di soprannaturale. Al ritorno dal sanatorio, Anneliese dovette essere trasferita in una nuova classe scolastica a causa del tempo perso. Di conseguenza, si isolò visibilmente e iniziò a soffrire di depressione, mentre il suo rendimento scolastico calò significativamente.
L'adolescenza di Anneliese fu fortemente plasmata dalla rigida disciplina della casa paterna. Per ragioni di natura morale la madre proibì alla figlia sedicenne di avere contatti con il suo primo fidanzato, di partecipare a eventi di ballo e di visitare le sue amiche.
Nella primavera del 1973, Anneliese si sarebbe lamentata per la prima volta di un continuo bussare nell'armadio, sotto il pavimento e sopra il soffitto. Inoltre, avrebbe udito delle voci che le parlavano dall'inferno. Nel settembre 1973 descrisse questi avvenimenti anche a un medico, che li interpretò come l'inizio di una psicosi paranoide. Nello stesso anno, accompagnata da grandi ansie di fallimento, superò l'esame di maturità.
Nel semestre invernale del 1973 iniziò a studiare all'università pedagogica di Würzburg. Si trasferì quindi nel novembre dello stesso anno al Ferdinandeum, un seminario di studi cattolico con annesso dormitorio. A Würzburg, già nel novembre 1973, si lasciò visitare presso il policlinico neurologico universitario. Durante l'esame, dichiarò di aver sofferto di attacchi quasi quotidiani dal 1972, che si presentavano sotto forma di assenze (un tipo di crisi epilettica non compulsiva, che consiste in una fugace perdita di coscienza). Fu fatta una diagnosi di "depressione nevrotica in progressione" e la diagnosi di epilessia fu supportata anche da un nuovo EEG. Un ulteriore EEG nella primavera del 1974 rivelò nuovamente un danno cerebrale nella regione temporale sinistra, che molto probabilmente era all'origine degli attacchi.
Nel novembre 1975 Anneliese superò con successo l'esame per ottenere la licenza per l'insegnamento della religione cattolica nelle scuole tedesche. La sua tesi d'esame, che inviò nel maggio 1976, si intitolava "La rivalutazione del timore come compito pedagogico-religioso" (in tedesco: Die Aufarbeitung der Angst als religionspädagogische Aufgabe). Tuttavia, a questo punto non era più in condizioni di salute tali da poterci lavorare adeguatamente.
Ad Anneliese furono prescritti dei farmaci a partire dall'autunno 1970 fino a poco prima della sua morte, che avrebbero dovuto ridurre il rischio di crisi epilettiche. La terapia farmacologia portò a volte a dei miglioramenti delle sue condizioni, ma non è tuttora chiaro se Anneliese abbia di fatto assunto questi farmaci in modo corretto e regolare. In questo proposito vi sono notevoli dubbi, dato che le quantità prescritte erano spesso troppo piccole rispetto a quanto sarebbe stato effettivamente necessario.

## Gli esorcismi
Dopo che Anneliese aveva sofferto di crisi epilettiche per diversi anni e dopo che, stando ad alcuni biografi, si era già lamentata anche di apparizioni demoniache, la guida di un pellegrinaggio presso San Damiano (un luogo di culto mariano a San Giorgio Piacentino non riconosciuto dalla Chiesa cattolica) si convinse che Anneliese stesse soffrendo di una crisi di fede. Si dice che, quando Anneliese prese parte per la prima volta ad un pellegrinaggio di questo tipo, organizzato nell'estate del 1973 da questa guida, dimostrò una grande avversione per tutti gli oggetti di culto religioso. Su istigazione della guida, Anneliese si presentò ad un ecclesiastico di Aschaffenburg, che tuttavia non rilevò alcuna prova di possessione. Tuttavia il cappellano del luogo organizzò un incontro con il sacerdote Ernst Alt, che all'epoca era il parroco di Etzleben, e che inizialmente fu dell'opinione che la ragazza avrebbe dovuto ricorrere nuovamente alle attenzioni mediche. Poiché la guida del pellegrinaggio non credeva ancora in una spiegazione di natura psicologica, entrò in contatto con padre Adolf Rodewyk, che sulla base delle descrizioni fornite credette di riconoscere i segni di una possessione demoniaca. Quale autore di due opere fondamentali nel campo della demonologia, il gesuita Rodewyk era considerato negli ambienti cattolici come un esperto indiscusso di possessione ed esorcismo. Inoltre aveva spesso praticato egli stesso esorcismi ed era consulente in materia di demonologia presso la conferenza episcopale tedesca.
A partire dall'autunno 1973, Ernst Alt incontrò Anneliese inizialmente ogni due settimane e successivamente una volta al mese, fino al novembre 1974. Nel corso di questi colloqui, nel settembre 1974, Alt propose la diagnosi spirituale di "infestazione" (termine che denota la condizione in cui si ritiene che i demoni non abbiano ancora impossessato la persona interessata, ma si limitino solo a molestarla) ed esortò Anneliese a scegliere un confessore che la potesse aiutare con i propri insegnamenti a condurre una vita religiosa più disciplinata. Anneliese si decise a scegliere Ernst Alt stesso. La diagnosi di infestazione non turbò particolarmente Anneliese e i suoi genitori, dal momento che rifiutavano di accettare una spiegazione puramente medica della sua malattia e cercavano piuttosto rifugio in un'interpretazione religiosa dei sintomi.
Il 1º luglio 1975, Ernst Alt officiò il primo esorcismo (un cosiddetto exorcismus probativus), al quale, secondo gli osservatori, Anneliese reagì strappando un rosario. Fu intorno a questo periodo che Anneliese si trasferì nuovamente a casa dei genitori, dal momento che era troppo indebolita dai continui attacchi e dalla sopravvenuta perdita di peso per poter continuare gli studi. Su richiesta di Ernst Alt, il vescovo di Würzburg, Josef Stangl, diede il proprio consenso ad officiare per la prima volta il rito dell'esorcismo minore, che fu eseguito il 3 agosto. Da questo momento in poi, lo stato mentale di Anneliese deteriorò rapidamente: non dormiva quasi mai, soffriva di forte irrequietezza, urlava e delirava, iniziò a digiunare, ma mangiava insetti e beveva urina. Secondo il suo stesso resoconto degli eventi, Ernst Alt avrebbe raccomandato a questo punto il ricovero in un ospedale psichiatrico, cosa che era tuttavia inaccettabile per Anneliese e i suoi genitori. I genitori in particolare temevano che questo le avrebbe precluso una carriera da insegnante.
All'inizio di settembre, Adolf Rodewyk visitò Anneliese e stese una perizia per il vescovo Stangl, in cui raccomandava il ricorso al rito dell'esorcismo maggiore. Come esorcista fu nominato padre Arnold Renz, che accettò. A quel tempo era parroco a Schippach (frazione del comune di Elsenfeld) e membro dell'ordine dei Salvatoriani. Arnold Renz aveva guadagnato una certa notorietà negli ambienti ecclesiastici dell'epoca per essersi pronunciato enfaticamente a favore della beatificazione della mistica Barbara Weigand, morta a Schippach.
Il 16 settembre, il vescovo Stangl ordinò finalmente di officiare il rito dell'esorcismo maggiore secondo il rituale romano. Sebbene gli esorcismi generalmente svolgano una funzione apotropaica, ovvero di protezione dagli spiriti maligni, l'esorcismo maggiore prevede un particolare rito di allontanamento dei demoni da individui che sono ritenuti già posseduti. Dal primo esorcismo maggiore del 24 settembre 1975 fino alla morte di Anneliese, sopraggiunta il 1º luglio 1976, furono eseguiti in totale 67 esorcismi maggiori, documentati anche tramite un registratore audio che Arnold Renz portò con sé a partire dalla seconda seduta. Dalle registrazioni su nastro si evince come Anneliese parlasse con voce fortemente alterata ed emettesse ripetutamente delle grida spontanee. Usava un linguaggio rozzo e scurrile, che gli esorcisti attribuivano ai demoni. Stando alle loro testimonianze, gli esorcisti determinarono che Anneliese era posseduta dal demone Lucifero così come da "demoni umani" quali Giuda, Nerone, Caino, Hitler e Valentin Fleischmann, quest’ultimo parroco di Ettleben dal 1572 al 1575 (e quindi predecessore di Ernst Alt) che si dice avesse avuto quattro figli e che fosse stato un assassino.
La ragione che Arnold Renz diede per la possessione fu che ad Anneliese era stato detto da un demone che lei soffriva di una possessione espiatoria, tramite la quale altre anime sarebbero state salvate dall'inferno. Ulteriore ragione di ciò sarebbe stata la maledizione che un'ex-vicina della madre di Anneliese avrebbe pronunciato su di lei prima ancora della sua nascita.
Durante la prima fase degli esorcismi Anneliese continuò i suoi studi, facendo la spola tra Würzburg e Klingenberg, con l'intento di proseguire la sua educazione parallelamente agli esorcismi. Tale stratagemma le riuscì senza attirare grande attenzione, poiché la cerchia delle persone che erano al corrente dei riti di esorcismo era tenuta deliberatamente molto stretta. Questo a ragion del fatto che ad Anneliese e alla sua famiglia era stato fatto intendere che Arnold Renz aveva ordinato che nessuna informazione sull'esorcismo dovesse essere trasmessa a terzi. Anneliese giunse al punto di limitare le proprie crisi esclusivamente a quei momenti in cui erano presenti solo persone già al corrente dei fatti, in modo tale da mantenere la segretezza all'interno della cerchia.
Quando il mercoledì delle ceneri del 3 marzo 1976 iniziò la Quaresima, Anneliese smise del tutto di mangiare. Sosteneva che le voci le avevano proibito di mangiare. Le sue condizioni mentali e fisiche deteriorarono drammaticamente da quel momento in poi. Inoltre iniziò a torturarsi da sola, per esempio inginocchiandosi per ore o sbattendo la testa sul pavimento. Da metà aprile Anneliese non fu più in grado di lasciare il suo letto nel dormitorio universitario a Würzburg. Per coprire per lei, la più grande delle sue sorelle si recò da lei al dormitorio. I compagni di un gruppo di preghiera riferirono in questo periodo che la sorella si oppose all'idea di chiamare un dottore, accennando al fatto che sua sorella stava già ricevendo cure mediche. Alle amiche al corrente dei fatti fu fatto fare giuramento di obbligo di segretezza al vescovo.
Da maggio in poi non fu più possibile per Anneliese rimanere a Würzburg. Ernst Alt andò a prenderla e la portò prima nella sua parrocchia a Ettleben e poi a casa dei suoi genitori a Klingenberg. Da questo momento in poi, secondo Ernst Alt e Arnold Renz, aumentò di nuovo il suo sforzo fisico: dalle 500 alle 600 genuflessioni al giorno, convulsioni, morsi, graffi e autolesioni erano ormai all'ordine del giorno. Secondo le testimonianze dei presenti durante questo periodo Anneliese si inflisse da sola gravi ferite in modi diversi. Per esempio, cercò di scavare dei buchi nel muro a morsi, rompendosi un dente.
Nelle ultime settimane della sua vita Anneliese venne a volte legata al letto, al fine di evitare ulteriori lesioni. Durante questo periodo, fino alla sua morte, credette di aver ricevuto le stigmate, pur avendo i piedi doloranti perché indossava scarpe troppo strette quando camminava per casa. Inoltre aveva piaghe aperte sopra le ginocchia a causa delle ripetute genuflessioni. Anneliese era convinta che le fossero state concesse le stigmate anche sulle mani, ma che i segni non fossero visibili: il Salvatore non aveva permesso che le venissero impresse su sua richiesta per permetterle di finire la sua tesi d'esame. Con ogni probabilità, tutte le ferite visibili erano auto inflitte o dovute a spasmi incontrollati durante gli attacchi epilettici. Le lesioni sono documentate in molte fotografie.
Il 30 giugno 1976 fu eseguito l'ultimo esorcismo su Anneliese, che morì appena il giorno dopo, a causa della malnutrizione e della grave cachessia. L'autopsia, eseguita il giorno stesso della sua morte, rivelò anche una polmonite, che aveva ulteriormente peggiorato le sue condizioni nelle fasi finali. Non fu determinata alcuna anomalia patologica nell'area del lobo temporale, il ché tuttavia non costituisce una prova dell'incorrettezza della diagnosi di epilessia. Alla morte, Anneliese pesava appena 31 kg per un'altezza di 1,66 metri.

## Procedimento giudiziario ed esumazione

### Istruttoria
L'inchiesta per causa di morte incerta fu aperta dalla procura presso il tribunale distrettuale di Aschaffenburg il giorno stesso della morte su segnalazione diretta di Alt alle autorità investigative. Alt rese noto al telefono che una giovane donna, che era stata esorcizzata per diversi mesi, era infine morta. In seguito, su ordine della procura, fu effettuata un'autopsia del corpo lo stesso giorno.
La polizia criminale incaricata dalla procura estese l'indagine penale per omicidio colposo ai genitori di Anneliese, così come ad Alt, Renz e Stangl. Più tardi il procedimento fu esteso anche a Rodewyk.
I procedimenti preliminari contro Stangl e Rodewyk furono abbandonati dalla procura nel luglio 1977 con la motivazione che nessuno dei due aveva avuto un contatto diretto con la vittima e che quindi non potevano essere a conoscenza del suo preciso stato di salute, il che li sottraeva da ogni responsabilità penale.

### Esumazione
Contemporaneamente al procedimento legale, ma indipendentemente da esso, il 25 febbraio 1978 ebbe luogo l'esumazione della defunta al cimitero di Klingenberg. A giustificazione della procedura i genitori di Anneliese dichiararono di volere che il corpo fosse trasferito dalla bara di legno per bambini, che era stata usata per la sepoltura, in una nuova bara di quercia rivestita di zinco. All'origine della scelta c'erano presumibilmente anche le dichiarazioni di una sorella laica che sosteneva che Anneliese le fosse apparsa, dicendole che il suo corpo non si era decomposto, dimostrando così la natura soprannaturale di quanto era accaduto.
All'apertura della bara nella camera mortuaria del cimitero erano presenti il sindaco di Klingenberg, il titolare delle pompe funebri e il suo assistente, un rappresentante dell'ufficio distrettuale e due poliziotti. Nessuno degli imputati al processo era presente al momento dell'apertura della bara. A questo proposito, Renz ha affermato di essere stato bloccato dagli agenti di polizia, che gli avrebbero impedito di entrare nella camera mortuaria.
Gli altri presenti, invece, hanno testimoniato di averlo visto fare solo pochi passi in direzione della camera mortuaria, prima di voltarsi e tornare indietro di sua spontanea volontà. Hanno inoltre confermato che il corpo mostrava un appropriato grado di decomposizione, corrispondentemente al tempo di inumazione. Alt si trovava nelle vicinanze del cimitero, ma fin dall'inizio dubitò della veridicità delle visioni della suora laica dell'Allgovia. Questa suora laica era la direttrice di una casa per bambini nell'Allgovia. Dopo essersi dovuto dimettere dalla sua precedente parrocchia, Renz rimase per un po' di tempo in questa casa per bambini. Si può solo speculare su un collegamento, in ogni caso, questo fatto non fu discusso pubblicamente all'epoca.

### Procedimento penale
Recepito l'atto d'accusa dal tribunale nel luglio 1977, il processo contro i quattro imputati iniziò il 30 marzo 1978 presso il tribunale regionale di Aschaffenburg. Il caso divenne noto in tutto il mondo come il processo per l'esorcismo di Klingenberg e attirò una grande attenzione mediatica. Molte televisioni estere richiesero i diritti di ripresa. Anche il Vaticano seguì da vicino il procedimento: il nunzio apostolico in Germania temeva che il processo avrebbe potuto violare la protezione del sigillo sacramentale della confessione sancito dal Reichskonkordat (il concordato tra la Santa Sede e la Germania nazista), dal momento che la procura aveva ricevuto da Renz e Alt i nastri degli esorcismi così come l'ampia corrispondenza con il vescovo Stangl.
Il perito del policlinico neurologico dell'università di Würzburg sotto incarico del pubblico ministero testimoniò che Anneliese soffriva di un disturbo epilettico. A causa del trattamento farmacologico, la malattia avrebbe poi trovato espressione in una psicosi paranoica. Questo fu confermato anche dai nastri delle sessioni d'esorcismo. È noto che i pazienti epilettici possono spesso esibire atteggiamenti religiosi esagerati o patologici, così come fasi depressive e paranoiche. Il deterioramento dello stato di salute che si verificò a partire dall'aprile 1976 sarebbe stato dovuto all'autosuggestione come risultato di una perdita definitiva di controllo. Secondo l'esperto, ulteriori cause di questo grave e complesso quadro clinico risiedevano in una forma estrema di anoressia non diagnosticata che alla fine portò alla morte per inedia.
Secondo l'esperto, la morte di Anneliese avrebbe potuto essere evitata con la consultazione tempestiva di un medico, poi con un trattamento farmacologico e psicoterapeutico, e infine con l'introduzione dell'alimentazione forzata, necessaria al più tardi dall'aprile 1976. Dal quel particolare momento in poi, sarebbe stato concepibile anche un ulteriore capo d'accusa relativo alla legge bavarese sulla custodia, poiché Anneliese si era autonomamente messa in massimo pericolo ma, a causa della sua malattia mentale, non era più in grado di prendere una decisione di così ampia portata e necessaria per la sua sopravvivenza.
Su richiesta degli avvocati difensori dei due ecclesiastici il giudice nominò altri due esperti del dipartimento psichiatrico dell'università di Ulma, tra cui Eberhard Lungershausen, i quali giunsero sostanzialmente alle stesse conclusioni. Solo per quanto riguarda la diagnosi di danno cerebrale non erano d'accordo con il primo esperto. Inoltre, i due autori della seconda perizia sospettavano come componente della malattia anche una schizofrenia grave non diagnostica e non trattata.
Ebbero luogo perizie psichiatriche anche nei confronti degli imputati. Il primo perito trovò che tutti e quattro gli imputati esibivano una religiosità fortemente pronunciata, che aveva portato alla convinzione soggettiva che Anneliese poteva essere salvata solo tramite un aiuto divino. Gli ecclesiastici accusati avrebbero agito sulla base del loro credo religioso, caratterizzato da un fondo di convinzioni ingenue, per non dire primitive.
I secondi periti espressero sostanziale accordo con il primo perito. Inoltre, diagnosticarono a Renz la sindrome di Fahr. Per quanto riguarda Alt, lo descrissero come psichicamente anormale. In concreto fu suggerita la possibilità di una psicosi di tipo schizofrenico, senza che fosse possibile, tuttavia, rilevare una sintomatologia che dimostrasse questi risultati della perizia.
In loro difesa i genitori di Anneliese sostennero che avevano affidato il destino e la vita di loro figlia alla Chiesa e ai sacerdoti in carica. Renz, a sua volta, fece ricadere la responsabilità sui genitori. Le cure mediche e la nutrizione della ragazza non sarebbero stati compito di un esorcista. I genitori avrebbero dovuto tentare tutto quanto era necessario. Tutti gli imputati sottolinearono anche che Rodewyk aveva assicurato loro che nessuno era mai morto durante un esorcismo.
Tra gli altri, i coniugi Michel si avvalsero come avvocato difensore dell'avvocato Erich Schmidt-Leichner, che aveva raggiunto fama mediatica negli anni '60 grazie al suo lavoro in qualità di avvocato difensore nei processi sui crimini di guerra tedeschi.
Infine, il 19 aprile 1978, l'accusa chiese formalmente che gli imputati fossero puniti per "omicidio colposo per omissione". Per gli ecclesiastici fu richiesta una multa di 120 aliquote giornaliere, mentre nessuna pena fu richiesta per i genitori, dal momento che avevano già dovuto sopportare abbastanza pesantemente la perdita della loro figlia. Gli avvocati difensori chiesero l'assoluzione per tutti gli imputati.

### Sentenza
Il giudice andò ben oltre la richiesta dell'accusa e il 21 aprile 1978 condannò entrambi i genitori, nonché Renz e Alt per omicidio colposo a pene detentive di sei mesi ciascuno, sospese per tre anni. Il giudice accusò gli imputati di non aver fornito assistenza medica. A favore degli imputati la corte riconobbe una notevole riduzione della loro capacità di intendimento, in quanto "credevano irremovibilmente all'esistenza fisica del diavolo", cosa che ha determinato una riduzione della responsabilità penale ai sensi della sezione 21 del codice penale tedesco. Il giudice nella versione scritta del verdetto non si pronunciò in merito alla possessione di Anneliese Michel. Solo nella motivazione orale del verdetto il giudice avrebbe detto: "Anneliese Michel non era posseduta. Era malata di mente dal 1º maggio 1976."
Negli ambienti giuridici, il verdetto è stato ampiamente accolto con approvazione. Isolate voci critiche hanno criticato il fatto che la corte si sia pronunciata in modo inammissibile su delle questioni di fede. Per esempio, Harald Grochtmann, giudice distrettuale e autore, ebbe da eccepire in merito al fatto che nella sentenza la credenza nel diavolo ha costituito un fatto di riduzione della pena. Sarebbe problematico insinuare che tutti i cristiani che hanno seguito in toto la dottrina della loro rispettiva chiesa meritino per questo una diminuzione della propria responsabilità penale.
Tutti e quattro gli imputati hanno inizialmente fatto ricorso contro la decisione, ma hanno poi ritirato la domanda d'appello, motivo per cui la sentenza è diventata definitiva. Secondo le persone coinvolte, il giudizio sulla questione spetterebbe esclusivamente a Dio e le autorità legali non avrebbero giurisdizione. In realtà, però, c'è da dire che almeno gli ecclesiastici coinvolti sono stati guidati anche da considerazioni legali nelle loro decisioni: secondo una valutazione della diocesi di Würzburg, un appello non avrebbe avuto alcuna possibilità di successo.

## Spiegazione degli eventi

### Spiegazione scientifica
Sulla base degli accertamenti eseguiti in sede processuale, l'interpretazione predominante degli eventi è di stampo medico-scientifico. Secondo le dichiarazioni di tutti i medici curanti, le cinque o sei crisi epilettiche maggiori documentate tra il 1968 e il 1972 rendono incontrovertibile una diagnosi di epilessia, che trovò conferma per altro in un totale di nove esami neurologici a partire dal 1969. Anche i periti nominati dal tribunale, sulla base delle cartelle cliniche prodotte dai medici curanti e delle registrazioni audio degli esorcismi, giunsero alla conclusione che Anneliese ha sofferto di epilessia oltre ogni ragionevole dubbio. È ben noto che nel caso di malattie di questo tipo non è raro che emergano atteggiamenti religiosi fortemente esagerati o patologici, sui quali Anneliese avrebbe infine perso definitivamente controllo nell'estate del 1975, sviluppando conseguentemente una grave forma di paranoia.
In sintesi, la diagnosi medica degli eventi è la seguente: "psicosi paranoide-allucinatoria da epilessia sopraggiunta a fattori psicosociali preesistenti, determinante l'auto-identificazione paranoica con il ruolo di posseduta."

### Spiegazione psicologica
Uwe Wolff, teologo protestante e studioso, che si è occupato intensamente degli aspetti storico-culturali della demonologia e delle credenze negli angeli, è ampiamente d'accordo con il parere espresso dai periti durante il processo. Tuttavia è meno interessato alla spiegazione medico-scientifica, concentrandosi piuttosto sulla questione del perché Anneliese Michel abbia sviluppato in primo luogo questa malattia. In risposta al quesito adduce la rigida educazione cattolica ricevuta da Anneliese, che era di stampo fortemente patriarcale, ma soprattutto il fatto che fosse basata su precetti morali eccessivi e sul timore. A differenza della maggioranza dei suoi coetanei, Anneliese non poté ribellarsi alla sua educazione semplicemente attraverso la trasgressione e la provocazione. Nel mondo della sua città natale, solo un ruolo poteva offrire la possibilità di liberazione: quello della posseduta. Nei panni della posseduta poteva denigrare liberamente il cattolicesimo, i suoi genitori e tutta la cultura circostante senza dover temere di essere punita. Wolff inoltre fa notare che i temi teologici di particolare interesse per le correnti cattoliche tradizionaliste, quali ad esempio l'introduzione della distribuzione dell'Eucaristia sulla mano, che spesso Anneliese menzionava nel corso dei suoi esorcismi, le erano suggestivamente evocati da Alt e Renz.
Allo stesso tempo, Wolff dà una seconda spiegazione, che è in qualche modo contraria alla prima, secondo cui fu proprio il profondo radicamento di Anneliese nella pietà cattolica a causare la sua sfiducia nell'aiuto dei medici, dal momento che nessuno dei medici fu in grado di darle una spiegazione della propria malattia. Situazione ben diversa in campo religioso: qui poteva comprendere la sua sofferenza in termini di espiazione, che avrebbe consentito ad altre persone di essere risparmiate dal purgatorio o addirittura dall'inferno. D'altra parte, la Chiesa cattolica le proibiva il suicidio, al quale aveva spesso pensato, in quanto peccato mortale, che avrebbe nullificato l'atto di espiazione. Di conseguenza l'unica possibilità rimasta sarebbe stata una morte lenta e dolorosa. A questo scopo si sarebbe lasciata morire di fame gradualmente a partire dalla Pasqua del 1976.
Altri autori ritengono invece che la relazione patologica padre-figlia sia stata all'origine delle aggressioni represse che hanno scatenato gli eventi. Gli impulsi inizialmente repressi avrebbero poi preso vita propria nel corso dello sviluppo adolescenziale, lasciandosi interpretare da Anneliese come spiriti maligni.
Herbert Haag, teologo e presidente della facoltà cattolica dell'università di Tubinga, intravede nella relazione tra Anneliese, in quanto posseduta, e l'esorcista, un meccanismo di controllo psicologico. Renz avrebbe risposto alle aspettative di Anneliese con le proprie invocazioni ed esorcismi, portando così ad un ulteriore aumento dello stress fisico e mentale e alla rottura di qualsiasi resistenza interiore, così che Anneliese poté infine spiegare a se stessa la sua malattia, per lei fino ad allora incomprensibile, in termini di un delirio religioso.

### Posizione ufficiale della Chiesa cattolica
Il cardinale Joseph Höffner, allora presidente della Conferenza episcopale tedesca e quindi massimo rappresentante della Chiesa cattolica in Germania, dichiarò il 28 aprile 1978 nel comunicato stampa sul caso Klingenberg che secondo la dottrina cattolica la possessione demoniaca era in linea di principio possibile. Höffner scrisse:
"La teologia cattolica sostiene l'esistenza del diavolo e delle forze demoniache. Non v'è modo, persino per l'uomo della fine del XX secolo, di negare l'operato di Satana e degli spiriti maligni nel nostro mondo o di considerare affermazioni su queste entità come prive di fondamento. La Chiesa ha insegnato, nell'arco di una tradizione ininterrotta, che Dio ha creato esseri invisibili, dotati di intelletto e di volontà. Alcuni di questi esseri si sono liberamente rivoltati contro Dio, in quanto artefice del bene, e sono diventati malvagi. La Chiesa crede inoltre che questi spiriti maligni cerchino anche di esercitare un'influenza malefica sul mondo e sull'uomo. Questa influenza può assumere molte forme. Una di queste forme è la possessione".

- Cardinale Josef Höffner, 28 aprile 1978
In una dichiarazione del 2005 della Conferenza Episcopale, la Chiesa Cattolica ha riconosciuto che il rito dell'esorcismo maggiore potrebbe essere stato indirettamente la causa della morte di Anneliese. Tuttavia, non è stata presa posizione esplicita sulla questione di una sua eventuale possessione.

### Spiegazione politico-teologica
Le dichiarazioni di Anneliese nel contesto degli esorcismi lasciano intendere una forte vicinanza al programma teologico del gruppo sviluppatosi intorno all'arcivescovo francese Marcel Lefebvre, fondatore della Fraternità sacerdotale San Pio X. Tra le altre cose, la Fraternità si oppone alle riforme del Concilio Vaticano II. Si dice che Renz fosse vicino a questa corrente, in alcuni casi fu addirittura considerato un vero e proprio seguace. Ad esempio, in una lettera a Stangl ammise di aver tentato invano in due occasioni di reintrodurre nella sua parrocchia la pratica della distribuzione dell'Eucaristia in bocca contro la volontà dei fedeli. La regione intorno a Klingenberg è considerata un caposaldo dei seguaci della Fraternità sacerdotale San Pio X e a Miltenberg erano soliti usare la vecchia stazione ferroviaria come luogo di proselitismo.

Secondo Renz e i genitori di Anneliese la Vergine Maria avrebbe costretto i demoni a trasmettere per mezzo di Anneliese dei messaggi di cui il mondo doveva assolutamente venire a conoscenza. A causa della suggestiva tecnica di interrogazione di Renz durante gli esorcismi, sorge il sospetto che egli abbia letteralmente messo in bocca ad Anneliese delle parole per poi diffonderle come verità religiose. Per esempio, nell'esorcismo del 23 gennaio 1976, Renz fece parlare il diavolo, per mezzo di Anneliese, sul vescovo Lefebvre e sull'allora professore di teologia riformista Hans Küng:
Renz: Sei tu il colpevole delle eresie di Küng, per esempio?
Lucifero: Sì, e ne abbiamo tanti altri.
Renz: Il vescovo Lefebvre?
Lucifero: Oh lui, a lui non lo ascoltano, che peccato!
Renz: Che peccato per chi?

Lucifero: Non per me!
Gran parte delle dichiarazioni dei "demoni" sono dirette contro le innovazioni introdotte dal Concilio Vaticano II, come la distribuzione dell'Eucaristia sulla mano, lo smantellamento delle balaustre di fronte agli altari, l'orientamento del celebrante verso l'assemblea durante le liturgie ed altre ancora, ma anche questioni politiche come la riforma della legge sull'aborto. Dal momento che Renz fin dall'inizio aveva intenzione di pubblicare le registrazioni audio, è ragionevole supporre che Anneliese sia stata semplicemente usata dagli ecclesiastici coinvolti come strumento di dimostrazione dell'esistenza del diavolo e per diffondere messaggi politico-religiosi. Anche all'interno della stessa direzione diocesana di Würzburg si era a conoscenza del fatto che la corrente anti-conciliare simpatizzasse con la credenza nella possessione e volesse diffondere messaggi allarmistici.

### Spiegazione mistico-religiosa
L'etnologa americana Felicitas Goodman cercò di spiegare gli eventi sulla base delle proprie concezioni antropologiche. A suo parere in tutte le religioni esisterebbe il fenomeno dello "stato di coscienza alterato", che può essere sia positivo che negativo. L'intensità di questo stato di coscienza alterato in linea di principio dipende da ciascun individuo, dal momento che ogni individuo è diversamente portato al raggiungimento di questo stato. Se questo stato alterato è percepito positivamente, allora tende ad agire nell'area del cervello legata al piacere, altrimenti raggiunge l'area deputata al meccanismo di punizione. Un segno speciale di questo stato di coscienza alterato è la cosiddetta glossolalia, ovvero il parlare in lingue, o con vocalizzazioni ricorrenti, cioè con certi ritmi e melodie. Questa vocalizzazione sarebbe rinvenibile nella registrazioni degli esorcismi di Anneliese.
Secondo Goodman, tutte le religioni conoscono anche dei metodi per rimediare ad uno stato alterato che viene vissuto negativamente. A questo scopo la Chiesa cattolica dispone del rito, perfezionato nel corso dei secoli, dell'esorcismo maggiore. Il violento shock psicologico causato dall'esorcismo servirebbe quindi a guidare il cervello della persona colpita e a ri-orientarne lo stato di coscienza dall'area della punizione a quella del piacere. Questo sarebbe esattamente quanto successo ad Anneliese: il 31 ottobre 1975, tutti i demoni sarebbero usciti dal suo corpo, dopo che aveva già avuto ripetute visioni e audizioni della Madonna, di vari altri santi e di angeli, e presumibilmente di Cristo stesso.
Secondo Goodman, tuttavia, fu il farmaco stesso ad avere un effetto fatale. Fin dall'inizio, gli psicofarmaci avrebbero sedato il cervello di Anneliese e quindi ostacolato la reazione cerebrale promossa dall'esorcismo, causando il ritorno immediato dei demoni pochi istanti dopo la fine del primo esorcismo maggiore. Da quel momento in poi, il farmaco avrebbe avuto un effetto determinante. I demoni, che prima si erano fatti conoscere per nome, avevano iniziato a parlare sempre meno e dopo il 29 febbraio 1976 avevano taciuto del tutto. Anche le voci positive non si erano più ripresentate dopo il Venerdì Santo del 1976.
Tuttavia, quando le divenne impossibile deglutire, Anneliese non poté più prendere il farmaco Tegretal (principio attivo: carbamazepina). Ora, secondo la tesi della Goodman, la sua condizione andò peggiorando perché iniziarono a manifestarsi i sintomi di astinenza dal farmaco, che, a suo parere, coincisero in modo impressionante con i sintomi di Anneliese. Alla fine sarebbe morta per i danni causati ai globuli rossi dal Tegretal.
Il teologo austriaco Ferdinand Holböck scrisse una prefazione molto lusinghiera al libro di Goodman, in cui difese i due esorcisti Alt e Renz ("... che sono certamente liberi da ogni colpa morale"). Inoltre sostenne l'esistenza dei demoni e la loro abilità di prendere possesso delle persone, come nel caso delle possessioni demoniache. Nelle sue considerazioni di demonologia si è rifatto a teologi cattolici quali Karl Rahner, Heinrich Schlier e Joseph Ratzinger e ha sottolineato come la credenza nell'esistenza dei demoni e nella possessione abbiano un posto fisso nel Nuovo Testamento e nella teologia cattolica. Il teologo cattolico Georg Siegmund scrisse la postfazione al libro, in cui definì severe le sentenze del giudice e si dilungò a proposito della diagnosi medica di anoressia nervosa, che liquidò come errata senza ulteriori dettagli. Come Goodman, anche Siegmund criticò il trattamento di Anneliese con psicofarmaci. Deplorò in chiari termini il fatto che nel mondo di oggi la credenza nell'esistenza del diavolo è in declino e che viene persino ridicolizzata all'interno dei circoli ecclesiastici.
Le tesi di Goodman sono state regolarmente impiegate dai sostenitori di una spiegazione mistico-religiosa degli eventi come prova della veridicità della possessione demoniaca, sebbene il suo lavoro sia stato ampiamente screditato come non scientifico e privo di fondamento.

### Spiegazioni delle persone coinvolte
Quando Anneliese era ancora in vita, le persone al corrente degli esorcismi erano convinte della sua possessione demoniaca. Tra queste vi erano in particolare la sua famiglia, i sacerdoti Alt, Renz e Rodewyk, così come la guida del pellegrinaggio.
È noto che una delle sorelle di Anneliese ha aderito dopo la sua morte ad un'interpretazione laica di stampo medico. Sembra invece che nessuna delle altre persone coinvolte abbia cambiato idea su quanto accaduto dopo la morte di Anneliese.
Alt ha continuato a giustificare il suo comportamento decenni dopo l'evento. Dieci anni dopo la morte di Anneliese scrisse: "Non posso dire che i demoni siano frutto di un'immaginazione esagerata! Non posso dire che l'inferno non esiste. Non posso dire che Klingenberg è al sicuro o che Anneliese sia stata malata di mente!" Trent'anni dopo gli eventi scrisse: "Il mandato è: scacciare i demoni (Mt 10:8)! ... se non lo facciamo, cosa succederà alla Chiesa e al mondo?"

### Altre spiegazioni
Il commissario per gli abusi nella diocesi di Würzburg, Klaus Laubenthal, nel suo rapporto annuale 2015/2016 rese nota un'accusa di abusi sessuali nei confronti di Arnold Renz. Simili accuse sono state fatte anche nei confronti di Ernst Alt. Secondo Laubenthal, le future ricerche sul caso di Anneliese Michel dovrebbero tener conto anche di aspetti legati a possibili abusi sessuali.

## Risvolti
Gli eventi che circondano Anneliese Michel continuano ad avere un impatto fino ad oggi.
Sotto pressione dell'opinione pubblica la Conferenza Episcopale Tedesca decise nel 1979 di convocare un gruppo di lavoro multidisciplinare per chiarire le questioni fondamentali in materia di possessione ed esorcismo. Nella commissione, presieduta dal prelato Josef Homeyer, accanto a teologi furono espressamente nominati anche alcuni psicologi. Il gruppo di lavoro raccomandò la revisione dei criteri tradizionali di possessione, l'abbandono delle forme imprecative e imperative durante l'esorcismo e la garanzia di assistenza medica e psichiatrica prima e durante il rito. I risultati della commissione spinsero la Conferenza Episcopale Tedesca nel 1984 a presentare una richiesta alla Congregazione vaticana per il culto divino e la disciplina dei sacramenti che proponeva l'abolizione del termine "esorcismo" in favore di "liturgia per la liberazione dal male". Nella versione rivista dell'esorcismo del 1999 i risultati del gruppo di lavoro hanno trovato applicazione solo in pochi dettagli, in particolare la nuova versione del rito continua ad usare il termine esorcismo invece di liturgia per la liberazione dal male. Tuttavia il nuovo rito prevede che l'esorcismo debba essere interrotto se la persona interessata rifiuta il coinvolgimento di un medico.
La discussione pubblica sul ruolo della Chiesa cattolica nella faccenda ha comportato un numero molto basso di esorcismi autorizzati in Germania. Le ultime cifre affidabili del 2008 confermano solo singoli esorcismi ufficiali nelle diocesi di Augusta e Paderborn. Tuttavia si può supporre che ci sia un alto numero di esorcismi non autorizzati.
In alcune parti dei circoli religiosi tradizionalisti, Anneliese gode della reputazione di santa. Ad esempio, vi sono molti pellegrinaggi presso la tomba di Anneliese da parte di intere comitive che vi si recano in pullman da molti paesi europei. Vi sono molti resoconti di questo tipo di viaggi fino al 2009. Nel frattempo, ad una veglia per le vittime dell'esorcismo nel 2010, parteciparono solo tre persone.
Dopo la morte di Anneliese il padre fece costruire e consacrare una piccola cappella in suo onore su sua proprietà privata nelle immediate vicinanze del cimitero. I genitori, quando erano ancora in vita, erano soliti ricevere lì i pellegrini. Dopo la morte della madre di Anneliese nel 2012, la cappella è stata chiusa. Si dice che una foto di Anneliese Michel sia appesa nella cappella di San Damiano.
Gli eventi riscuotono regolarmente un certo interesse anche nei media. Nel giugno 2013, per esempio, il caso ha suscitato nuovamente scalpore quando un edificio sito accanto all'ex segheria della famiglia Michel ha preso fuoco. I media inizialmente collegarono l'incendio a satanisti. In realtà, gli incendi furono appiccati da un vigile del fuoco desideroso di pubblicità.

## Influenza culturale
- The Exorcism of Anneliese Michel: fu il primo libro scritto su questo esorcismo o per meglio dire sul caso di Klingenberg. L'autrice Felicitas D. Goodman non tratta solo l'argomento "esorcismo", ma parla dell'intera vicenda dal punto di vista investigativo e giudiziario. Questo libro ha ispirato il film The Exorcism of Emily Rose.
- The Exorcism of Emily Rose (2005), di Scott Derrickson è fortemente ispirato al libro di Goodman The Exorcism of Anneliese Michel e alla vicenda stessa. Gli eventi reali sono richiamati nei titoli di coda ma i riferimenti ai fatti accaduti sono stati naturalmente adattati alla finzione scenica: l'ambientazione dei fatti è spostata negli Stati Uniti d'America, Anneliese nella pellicola ha il nome di Emily Rose, e i due sacerdoti sono stati riuniti nella figura di un unico prete. È grazie a questo film che recentemente il caso ha avuto di nuovo molto seguito. Tuttavia, sia gli esorcismi che i comportamenti della vittima non corrispondono alla lunga esperienza della tradizione cattolica, ma presentano una spettacolarizzazione cinematografica della realtà.
- Requiem, film con Sandra Hüller
- Il gruppo heavy metal Aeterna Nox ha scritto una canzone intitolata For The Eternal Life, basandosi sulla storia di Anneliese Michel
- Il gruppo Public Image Ltd. dedicò al caso la canzone Annalisa, contenuta nel loro disco di debutto del 1978, First Issue.
- Il gruppo pechinese Walnut Room nel CD Lost Appearance del 2013 ha inserito tra le tracce la voce registrata di Anneliese Michel[34]
- Il gruppo industrial E Aktion ha scritto una canzone intitolata Decomposed Like Any Other Body